# Marche ou crève (film, 2018)
Pour les articles homonymes, voir Marche ou crève.
Pour plus de détails, voir Fiche technique et Distribution.
Marche ou crève est un film français réalisé par Margaux Bonhomme, sorti en 2018.

## Synopsis
Élisa, 17 ans, vit dans la maison familiale dans la nature du Vercors, avec son père et sa sœur polyhandicapée (alors que la mère vient de quitter la maison). Mais elle doit se séparer d'eux à la fin de l'été pour s'installer dans la ville où elle peut suivre ses études. Peut-elle « abandonner » sa sœur ?

## Fiche technique
- Titre original : Marche ou crève
- Réalisation : Margaux Bonhomme
- Scénario : Margaux Bonhomme et Fanny Burdino
- Musique : Pascal Humbert
- Photographie : Julien Roux
- Montage : Vincent Delorme
- Décors : Damien Rondeau
- Production : Caroline Bonmarchand
- Sociétés de productions : Avenue B Productions, Auvergne-Rhône-Alpes Cinéma, SOFICA Cinéventure 3 et Cofimage 29
- Société de distribution : Nour Films
- Pays d'origine :  France
- Langue originale : français
- Genre : drame
- Dates de sortie :
  - France : 2 octobre 2018 (Festival de Saint-Jean-de-Luz) ; 5 décembre 2018 (sortie nationale)

## Distribution
- Diane Rouxel : Élisa
- Jeanne Cohendy : Manon, la sœur handicapée d'Élisa
- Cédric Kahn : François, le père d'Élisa et Manon
- Pablo Pauly : Sacha, le petit ami d'Élisa
- Agathe Dronne : la mère d'Élisa et Manon
- Clémentine Allain : Nora
- Smadi Wolfman : Lydia

## Production
Lieux de tournage : 
- Drôme : Chamaloc, La Chapelle-en-Vercors, Peyrins, Romans-sur-Isère, Saint-Bonnet-de-Valclérieux, Saint-Laurent-en-Royans
- Isère : Auberives-en-Royans, Pont-en-Royans, Presles

## Distinctions

### Récompenses
- Festival international du film de Saint-Jean-de-Luz 2018 : Chistera de la meilleure interprétation féminine pour Jeanne Cohendy et Diane Rouxel
- Festival du film Nuits noires de Tallinn 2018 : meilleur premier film[1].

### Nominations
- César 2019 : pré-sélection « Révélation » pour le César du meilleur espoir féminin pour Jeanne Cohendy et pour Diane Rouxel
- Prix Lumières 2019 : Prix Lumières du meilleur espoir féminin pour Jeanne Cohendy